# Cyclocephala kechua
Cyclocephala kechua är en skalbaggsart som beskrevs av Martinez 1957. Cyclocephala kechua ingår i släktet Cyclocephala och familjen Dynastidae. Inga underarter finns listade i Catalogue of Life.